# 彩虹存储

## 简介
彩虹存储，又称纸片存储，是一种由印度工科学生 Sainul Abideen 提出的数据存储方法。该技术利用纸张或其他可显示颜色的介质，通过微小的几何图案与颜色组合来编码和存储信息。

## 原理与特点[1]
彩虹存储的核心在于将不同颜色或几何形状（如三角形、圆形、方形）映射为数值，从而实现数据的编码与解码。其理论基础包括两个原则：
1. 每种颜色或颜色组合可转换为数值，并可据此重建数据。
2. 每种颜色或组合代表唯一的数值。

该技术声称可在普通纸张或塑料表面上实现高密度数据存储，具有低成本、环保（纸张可降解）等潜在优势。数据可被存储在“彩虹多功能光盘”（RVD）或类似 SIM 卡的介质中。

## 技术挑战与争议
尽管媒体曾广泛报道其潜力，但 Abideen 本人指出报道存在误解。他强调该技术并非仅限于纸张，且实际存储密度受限于介质的颜色表现力与读取设备的精度。
技术实现面临以下挑战：
- 打印与扫描设备需具备极高分辨率（超过1200 DPI）。
- 设备需能准确区分大量颜色（如256种或更多）。
- 需依赖高效的无损压缩算法。

例如，在A4纸上以1200 DPI打印并使用256色扫描，理论最大存储量约为140MB；若使用24位色（1677万色），容量可提升至约420MB，但仍远低于媒体所称的数百GB或TB级别。

北京兆易创新（当时名为北京芯技佳易微）时任总经理朱一明接受采访时认为这项技术实现起来很困难：
对于“每个色点能够表示8比特的信息”，这个色点有多大？一般我们研发存储芯片，要么从存储量上突破，要么从速度上来突破，数据的存储和读取应该简便、快捷，然而“彩虹存储技术”，对于在一张纸上存储的这些数据如何来读，恐怕还是一个值得争论的地方。
另外有不具名的业内人士评论：
如果要实现这种技术存储，其实还是需要介质和设备，也即我们要通过什么方式来读取这些数据，这是难点所在。事实上，用纸来存储信息，作为移动硬盘之类的来使用，技术上实现起来相当不易。第一保存难度很大，纸容易坏，容易折；第二纸本身就不容易保存，更不用说数据了；第三没看到可以反复利用的纸片，而磁盘只要没有坏掉，是可以反复使用上万次的。

## 实验演示
Abideen曾在印度MES工程学院展示其技术，包括将450页纯文本压缩至1平方英寸纸片，以及将45秒音频压缩至A4纸张上。他声称，借助特定材料与设备，技术可扩展至250GB的存储容量。